# Custer (Contea di Mason, Michigan)
Custer è un villaggio degli Stati Uniti d'America, situato nello Stato del Michigan, nella contea di Mason.